# Martinov (Záryby)
Martinov je vesnice ležící ve Středočeském kraji, v okrese Praha-východ. Je částí obce Záryby a se Zárybami na severozápadě těsně sousedí.

## Historie
První písemná zmínka o Martinovu pochází z roku 1805. Vesnice byla vystavěna na místě, kde dříve stávaly Leblovice, které zanikly během husitských válek.

## Památky
- Pomník svatého Jana Nepomuckého
- Pomník na památku padlým v první světové válce
- Kaplička

## Galerie

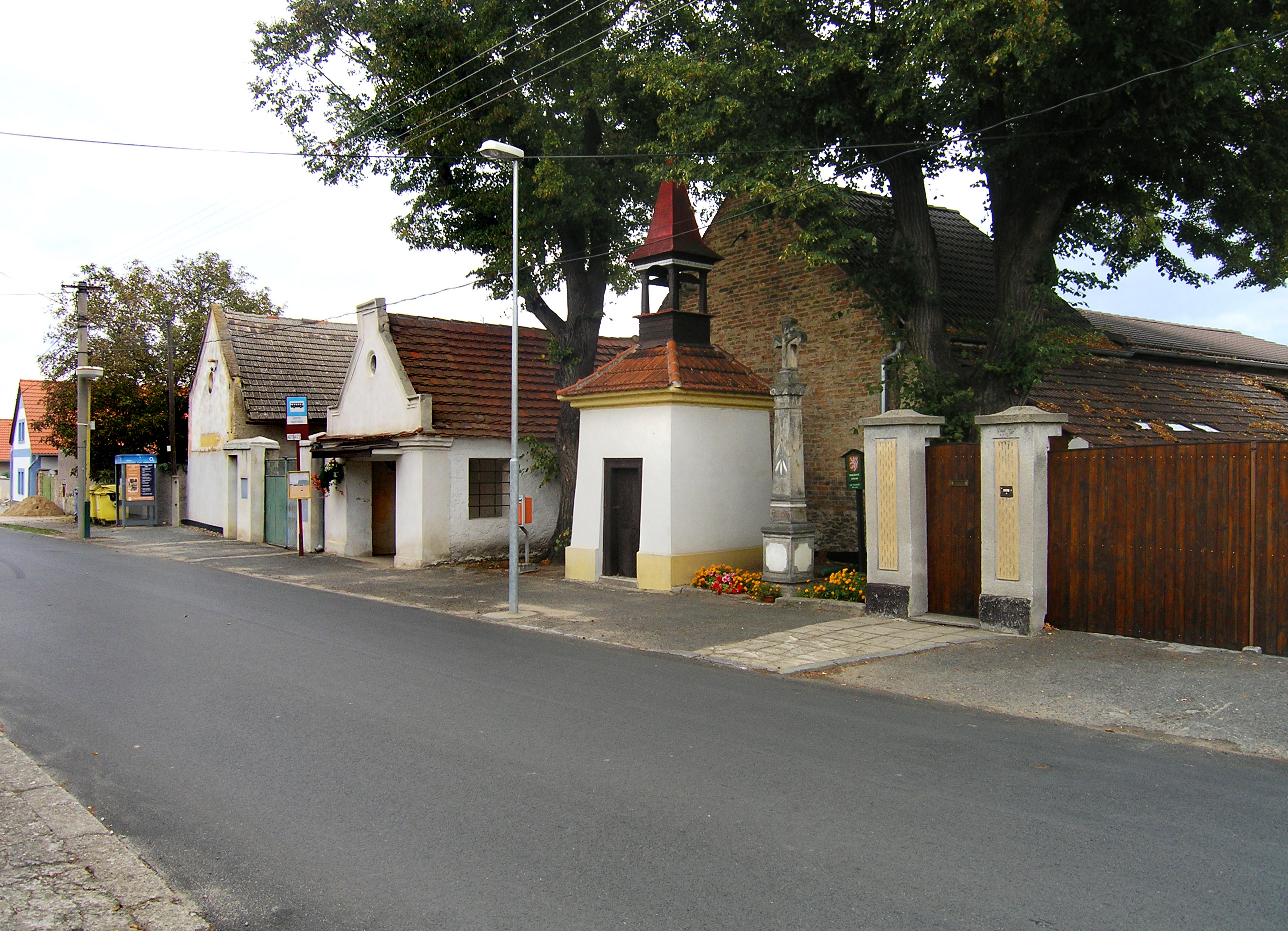
Kaplička u zastávky
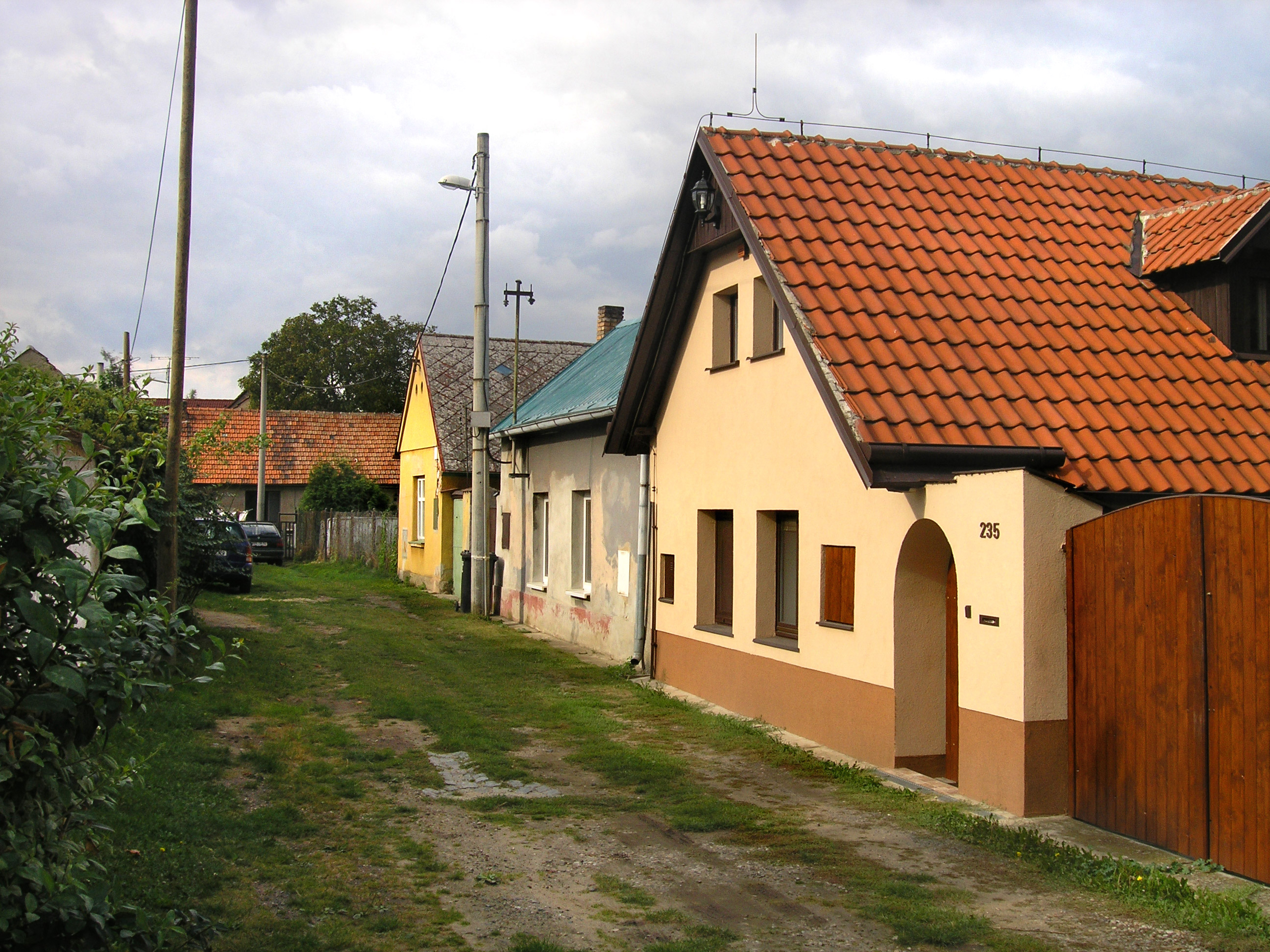
Severní část vesnice
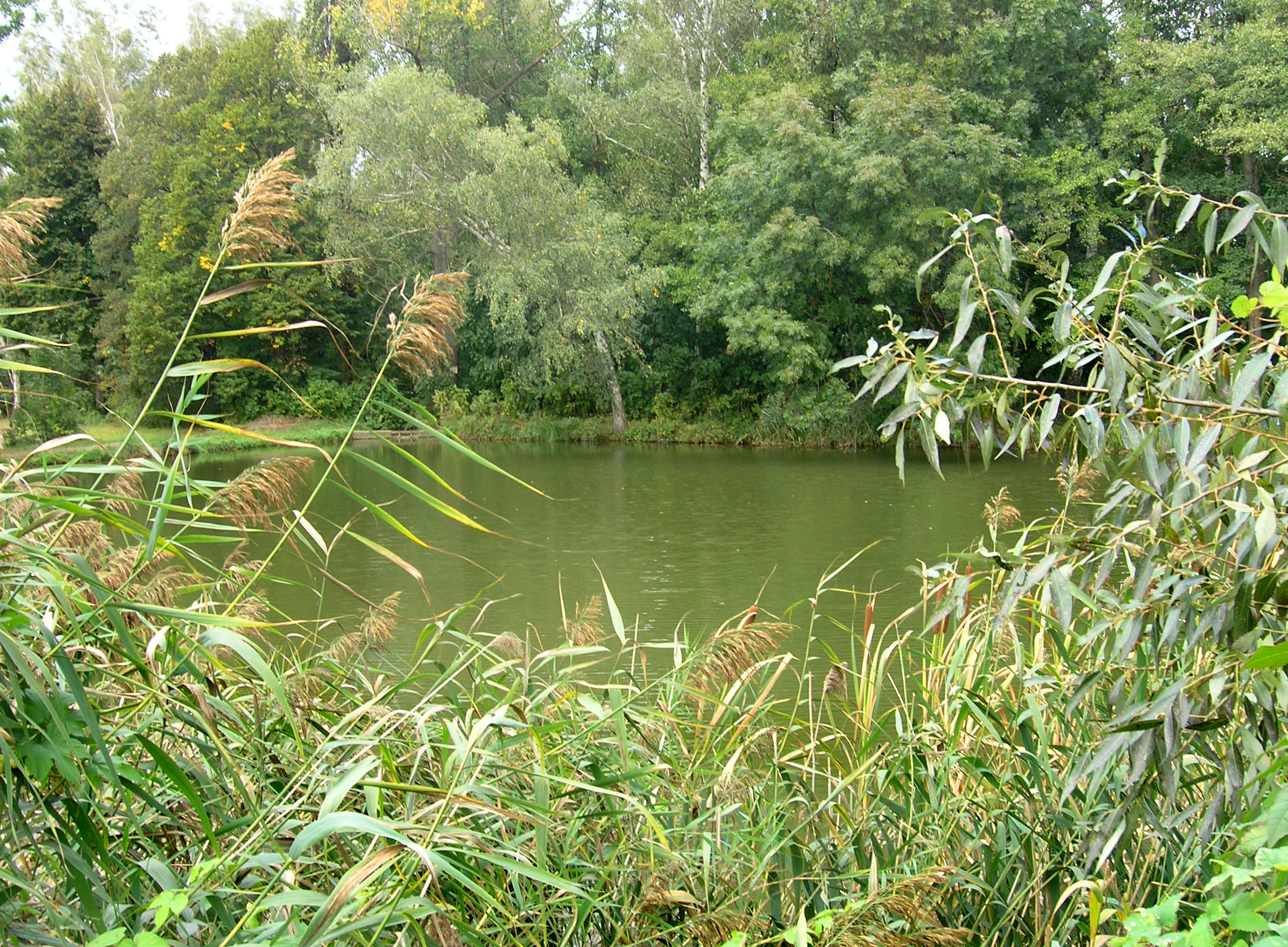
Rybníček na severním okraji vesnice
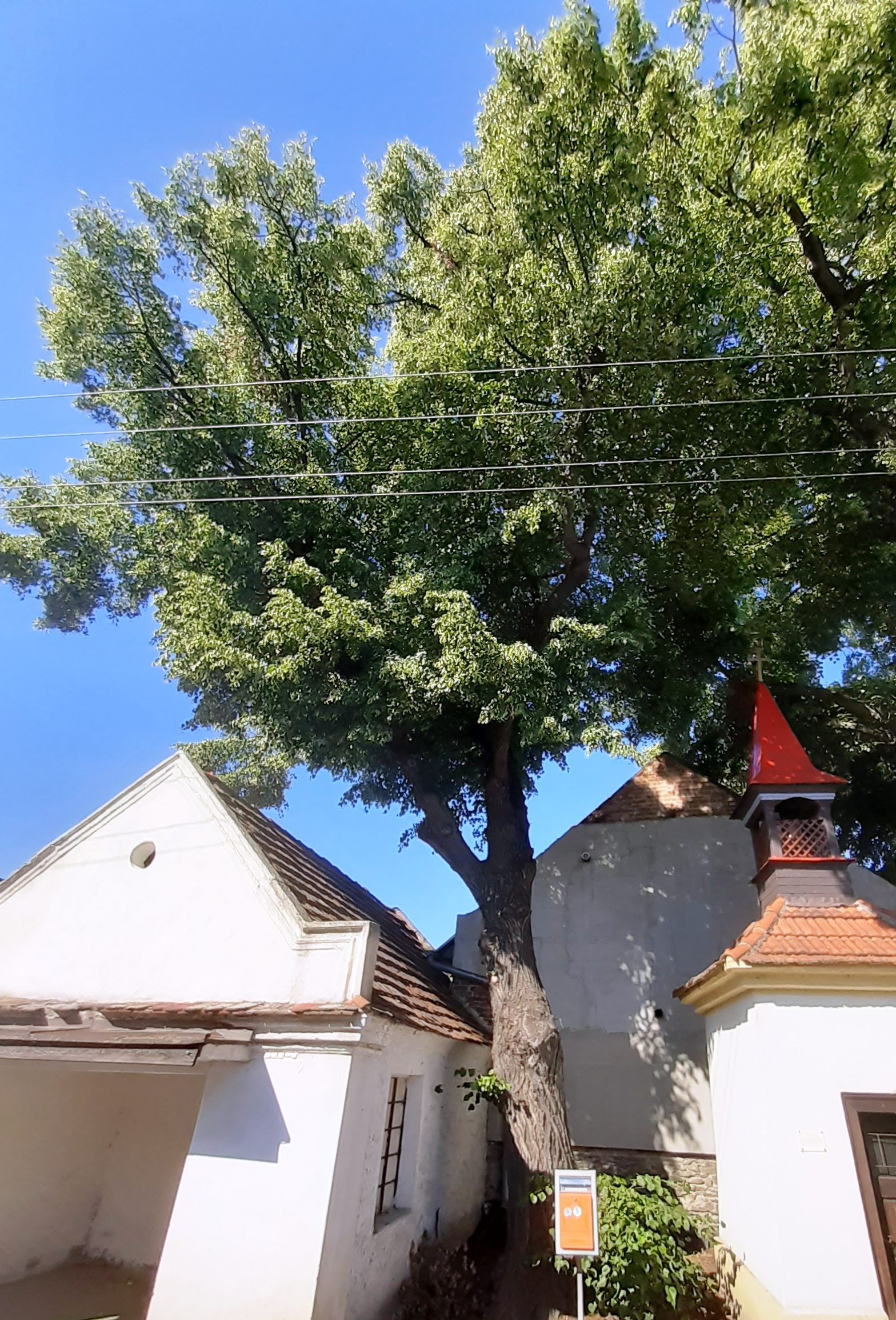
Martinovská lípa 2 památný strom
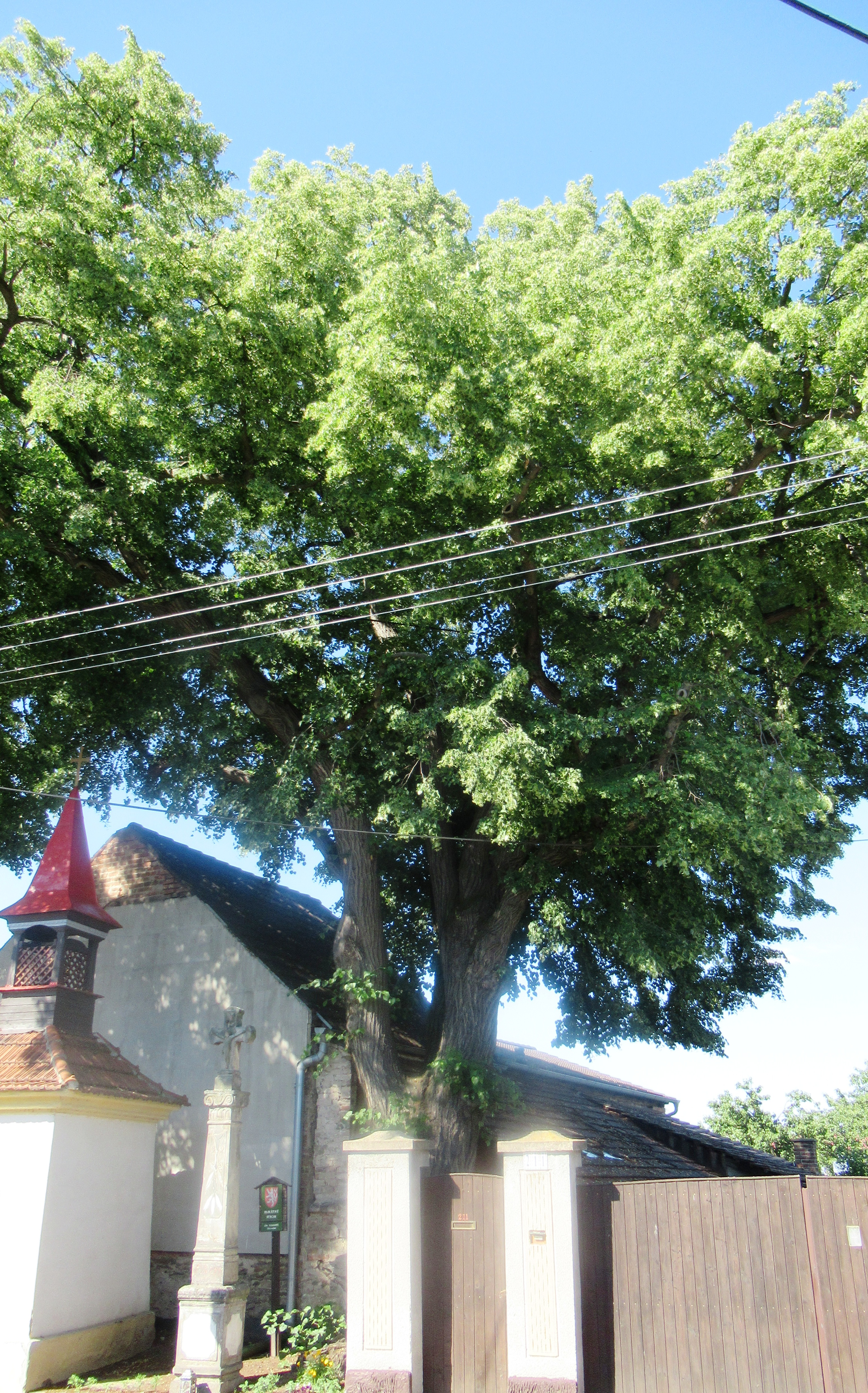
Martinovská lípa 1 památný strom